# Aphrosylus lindbergi
Aphrosylus lindbergi är en tvåvingeart som beskrevs av Frey 1958. Aphrosylus lindbergi ingår i släktet Aphrosylus och familjen styltflugor. Inga underarter finns listade i Catalogue of Life.